# راکسی میوزیک
راکسی میوزیک (انگلیسی: Roxy Music) گروه موسیقی راک انگلستانی بود که سال ۱۹۷۱ توسط برایان فری (خواننده و ترانه‌ساز اصلی) و گراهام سیمپسون (بیسیست) شکل گرفت. دیگر اعضای اصلی گروه عبارت بودند از: فیل مانزانرا (گیتار)، اندی مَکِی (ساکسیفون و ابوا)، پل تامپسن (درامز و پرکاشن)، برایان اینو (سینتی‌سایزر و ادیت)، ادی جابسن (سینتی‌سایزر و ویولن) و جان گوستافسون (گیتار بیس).
راکسی میوزیک در دهه‌های ۱۹۷۰ و ۱۹۸۰ اقبال عمومی و تحسین منتقدان را به‌خصوص در اروپا و استرالیا برانگیخت؛ موفقیتی که با انتشار آلبوم همنام گروه در سال ۱۹۷۲ آغاز شد و با آلبوم‌های زندگی روستایی و گیرافتاده (stranded) در سال ۱۹۷۴ به اوج رسید.
این گروه با بهره‌گیری از مؤلفه‌های پیچیدهٔ موسیقایی و اجراهای خلاقانهٔ پرزرق‌وبرق، پیشگام سبک‌های آرت راک و گلم راک بود و بر بسیاری از سبک‌های دیگر مانند پانک راک، موج نو و موسیقی الکترونیک تأثیر مستقیم گذاشت.
مجلهٔ رولینگ استون راکسی میوزیک را در رتبهٔ ۹۸اُم فهرست «جاودانه‌ها-۱۰۰ هنرمند برتر تاریخ» جای داده است.

## آلبوم‌شناسی
Roxy Music 1972
- "Re-Make/Re-Model"
- "Ladytron"
- "If There Is Something"
- "2HB"
- "The Bob" Medley
- "Chance Meeting"
- "Would You Believe?"
- "Sea Breezes"
- "Bitters End"
- "Virginia Plain" Single

For Your Pleasure 1973
- "Do the Strand"
- "Beauty Queen"
- "Strictly Confidential"
- "Editions of You"
- "In Every Dream Home a Heartache"
- "The Bogus Man"
- "Grey Lagoons"
- "For Your Pleasure"
- "Pyjamarama" Single

Stranded 1973
- "Street Life"
- "Just Like You"
- "Amazona"
- "Psalm"
- "Serenade"
- "A Song for Europe"
- "Mother of Pearl"
- "Sunset"

Country Life 1974
- "The Thrill of It All"
- "Three and Nine"
- "All I Want Is You"
- "Out of the Blue"
- "If It Takes All Night"
- "Bitter-Sweet"
- "Triptych"
- "Casanova"
- "A Really Good Time"
- "Prairie Rose"

Siren 1975
- "Love Is the Drug"
- "End of the Line"
- "Sentimental Fool"
- "Whirlwind"
- "She Sells"
- "Could It Happen to Me?"
- "Both Ends Burning"
- "Nightingale"
- "Just Another High"

Manifesto 1979
- "Manifesto"
- "Trash" \ "Trash 2"
- "Angel Eyes"
- "Still Falls the Rain"
- "Stronger Through the Years"
- "Ain't That So"
- "My Little Girl"
- "Dance Away"
- "Cry, Cry, Cry"
- "Spin Me Round"

Flesh and Blood 1980
- "In the Midnight Hour"
- "Oh Yeah"
- "Same Old Scene"
- "Flesh and Blood"
- "My Only Love"
- "Over You"
- "Eight Miles High"
- "Rain Rain Rain"
- "No Strange Delight"
- "Running Wild"

Avalon 1982
- "More Than This"
- "The Space Between"
- "Avalon"
- "India"
- "While My Heart Is Still Beating"
- "The Main Thing"
- "Take a Chance with Me"
- "To Turn You On"
- "True to Life"
- "Tara"
- "Jealous Guy" Single